# Mirolestes lynchii
Mirolestes lynchii är en tvåvingeart som först beskrevs av Brethes 1904.  Mirolestes lynchii ingår i släktet Mirolestes och familjen rovflugor. Inga underarter finns listade i Catalogue of Life.